# Яцкевичюте, Галина Прановна
Галина Прановна Яцкевичюте (14 марта 1911 — 17 марта 1989) — литовская советская театральная актриса. Народная артистка Литовской ССР (1959).

## Биография
Родилась 14 марта 1911 года в Санкт-Петербурге в семье офицера Русской императорской армии Пранаса Яцкевичюса, выпускника кавалерийских курсов в Царском селе, ротмистра, участника Первой мировой войны, после 1917 года ставшего полковником Войска Литовского.
В 1930—1933 годах училась в драматической студии Государственного драматического театра в Каунасе на курсе Бориса Даугуветиса.
В 1932—1939 годах — актриса Клайпедского драматического театра.
В 1932—1940 годах — актриса Шауляйского драматического театра.
В 1940—1963 годах — актриса Государственного академического театра драмы Литовской ССР.
Преподавала актёрское мастерство в Литовской академии музыки и театра
В годы Великой Отечественной войны в оккупированной фашистами Латвии оказывала помощь Юозасу Витасу.
Сын — Пранас Моркус — литовский киносценарист, эссеист, радиожурналист, общественный деятель.

## Творчество
Исполнительница ролей: Ио («Гибель „Надежды“» Гейерманса), Меланья («Егор Булычев и другие» Максима Горького), Елизавета («Мария Стюарт» Шиллера), Раневская («Вишнёвый сад» А. П. Чехова), Гертруда («Гамлет» Шекспира), фру Альвинг («Привидения» Ибсена), Татьяна («Враги» Максима Горького).

Игра Галины Яцкевичюте отличается лаконичностью, мужественной простотой. Создала глубоко национальные образы литовских женщин: Моника Тарутене («Земля-кормилица» Кимантайте), Игнотене («Правда кузнеца Игнотаса» Гудайтиса-Гузявичюса).— Театральная энциклопедия

Галина Яцкевичюте, актриса большого драматического дарования, играет Татьяну очень собрано, глубоко продуманно. Её Татьяна — человек с сердцем, думающий, но по натуре пассивный. Вот она вся обратилась в слух, напряглась, кажется, минута — и она возмутится, заговорит новыми, смелыми словами. Но минута прошла, её плечи опустились, опять она ушла в себя, хотя и не потухла. Напряженная работа мысли Татьяны-Яцкевичюте продолжается непрерывно, прорываясь в редких фразах, во взглядах, улыбке.— искусствовед Н.И. Молева, журнал «Огонёк», 1952 год
Единственная роль в кино — в фильме «Мост» (1956) — одном из первых фильмов Литовской киностудии.

## Признание
- Сталинская премия второй степени (1947) — за исполнение роли Татьяны Бардиной в спектакле «Враги» М. Горького на сцене ЛитГАТД
- Орден Ленина (1954)
- народная артистка Литовской ССР (1959)